# Basilique de Constantin de Trèves
La basilique de Constantin de Trèves, à l'origine une aula (ou galerie couverte) romaine, abrite la reconstitution de la plus vaste salle qui nous soit parvenue de l'Antiquité. L'espace intérieur de l’édifice est long de 67 m, large de 27,20 m (soit 225 × 92 pieds romains) et haut de 33 m. La basilique est inscrite au Patrimoine mondial de l'UNESCO. 
L'édifice fut plusieurs fois remanié avant de retrouver au XIXe siècle son aspect initial. En 1856, la basilique a été consacrée au protestantisme et fait depuis fonction d'église protestante, sous l'appellation d'Église protestante du Rédempteur. Malgré son usage religieux, il ne s'agit pas d'une basilique au sens de l'église catholique, mais d'une basilique civile.

## Histoire
L’aula, construite entre le IIIe et IVe siècles, servait de salle du trône à l’empereur Constantin. Elle était habillée d'un riche décor à l'intérieur, comportant notamment un parement de marbre, avec des niches abritant des effigies. Le plancher et les murs étaient chauffés.
Il est impossible de dater avec précision la construction de la basilique. Ce qui est certain, c'est qu'elle fut construite avec les pierres d'édifices plus anciens, et qu'elle ne constituait pas un bâtiment isolé, mais qu’à l'époque de l'Antiquité tardive elle faisait partie de l'enceinte du palais impérial : les vestiges des bâtiments adjacents ont été mis au jour dans les années 1980 et sont aujourd'hui visibles.
L'aspect actuel de la basilique ne restitue pas l'architecture d'origine, car à l’époque les briques étaient couvertes d'un crépi à l'extérieur. Quelques traces de ce crépi d'origine ainsi que certains traits antiques ont été conservés à hauteur des baies.
Le chauffage de la salle était assuré par un système d'hypocauste constitué d'un double plancher alimenté par cinq chaudières, avec des conduits de chaleur évacuant l'air chaud dans l'épaisseur des murs.
Mais ce bâtiment fut détruit au Ve siècle par les Francs, qui construisirent un lotissement dans la ruine dépourvue de toit. Plus tard les murs furent reconvertis en château fort. Puis par la suite, le complexe servit de résidence princière à l'archevêque de Trèves. L'abside fut reconvertie en maison-tour, flanquée de tourelles à la jonction avec la façade, et les murs découpés de créneaux. Cet aspect prévalut jusqu'aux alentours de l'année 1600.
L’archevêque Lothaire de Metternich fit édifier son palais princier tout contre la basilique au début du XVIIe siècle. Pour cela, on abattit les murs est et sud de l'édifice ; le reste fut intégré directement au nouveau palais. Puis à l'initiative du roi de Prusse Frédéric-Guillaume IV, la basilique fut rendue à son architecture romaine d'origine, selon une reconstitution du colonel Carl Schnitzler (1846-1856).
La basilique est consacrée au culte protestant depuis 1856, bien qu'elle demeure la propriété du Land de Rhénanie-Palatinat.
À la fin du XIXe siècle, le sculpteur Gustav Kaupert de Francfort réalisa cinq statues pour la basilique. Elles représentent Jésus-Christ et les Évangélistes. De ces statues il ne subsiste aujourd'hui que les têtes.
L'édifice brûla entièrement en 1944. La reconstruction après la guerre s'est faite volontairement avec beaucoup de prudence. Lors de la reconstruction, la décoration intérieure du XIXe siècle ne fut pas restituée et les briques de parement furent volontairement laissées apparentes.
Un orgue a été installé de façon provisoire sur le côté de la nef en 1962 mais ce n'est qu'en 2014 que les 
grandes orgues ont pu être inaugurées.
Le titulaire des orgues de la basilique de Trèves est, depuis 1999, son cantor Martin Bambauer, qui a été élève de Daniel Roth.

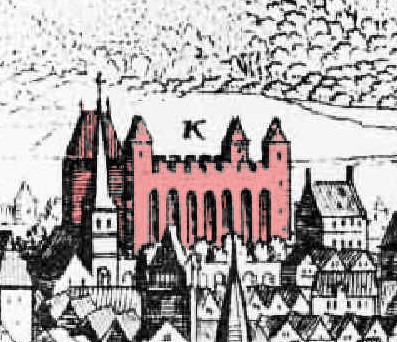
Basilique (estampe de 1648, d'après un croquis de 1548-50)[2].
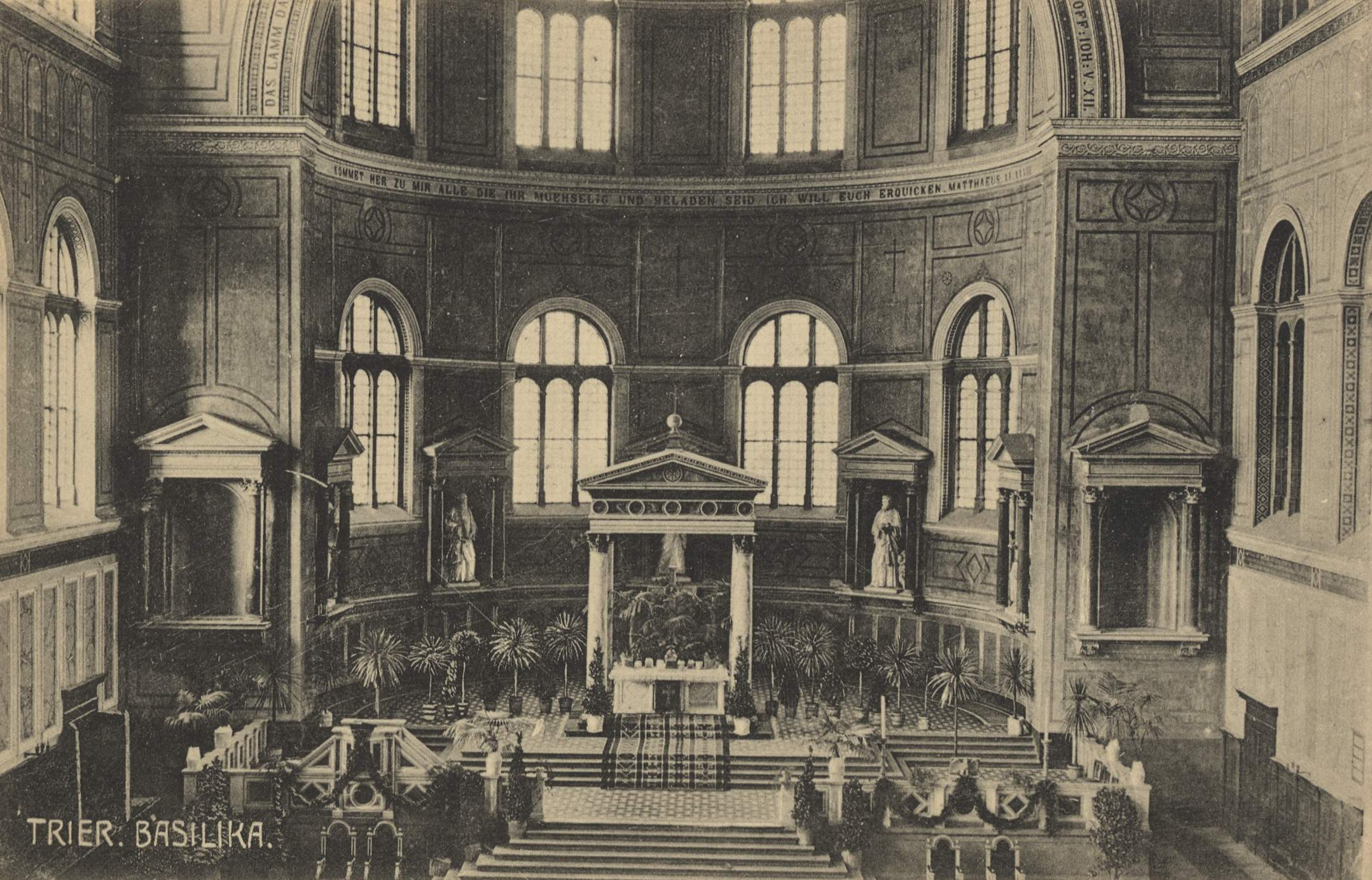
Vue de la décoration intérieure du XIXe siècle.
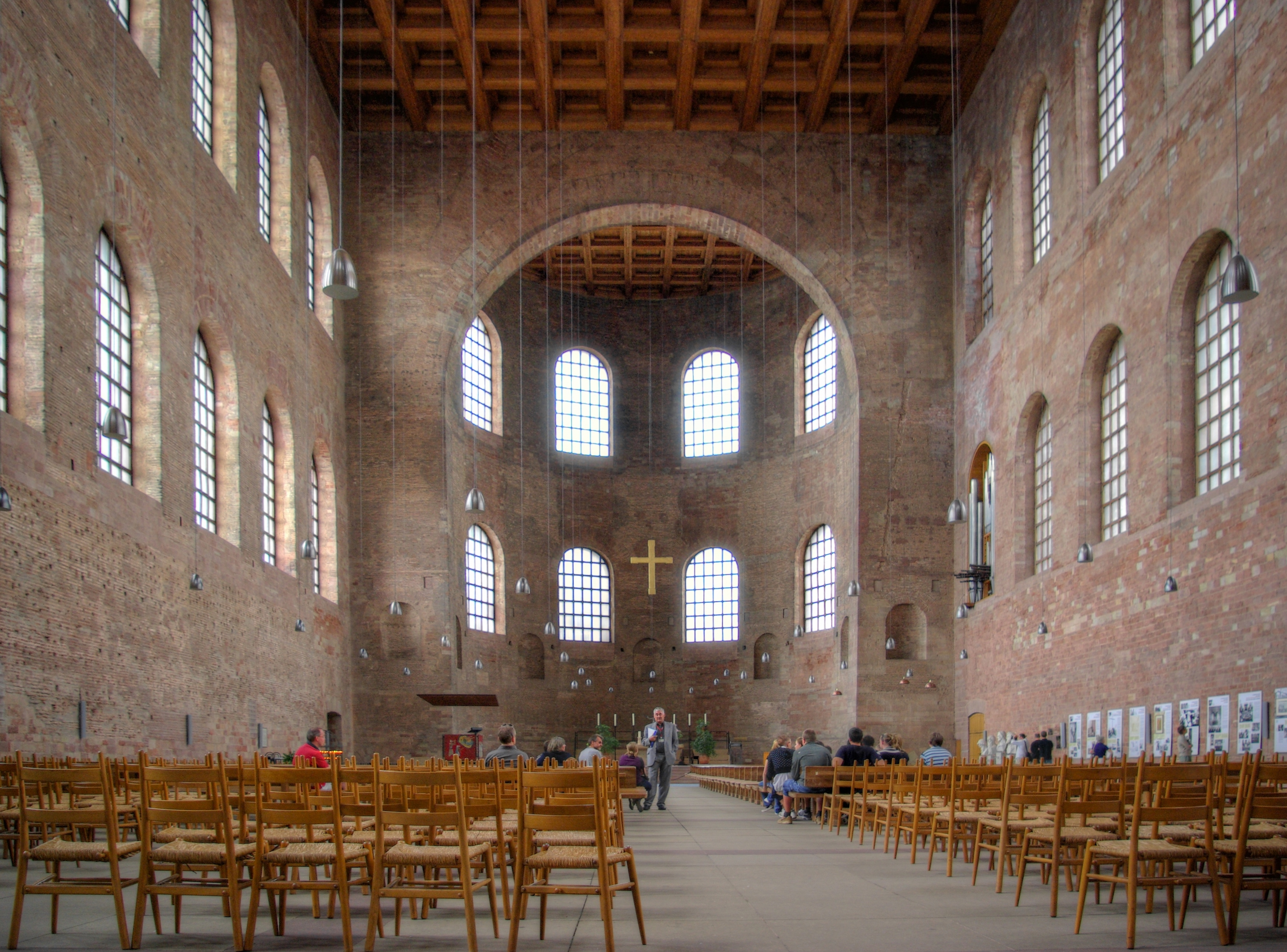
Vue actuelle de l'espace intérieur (côté nord).
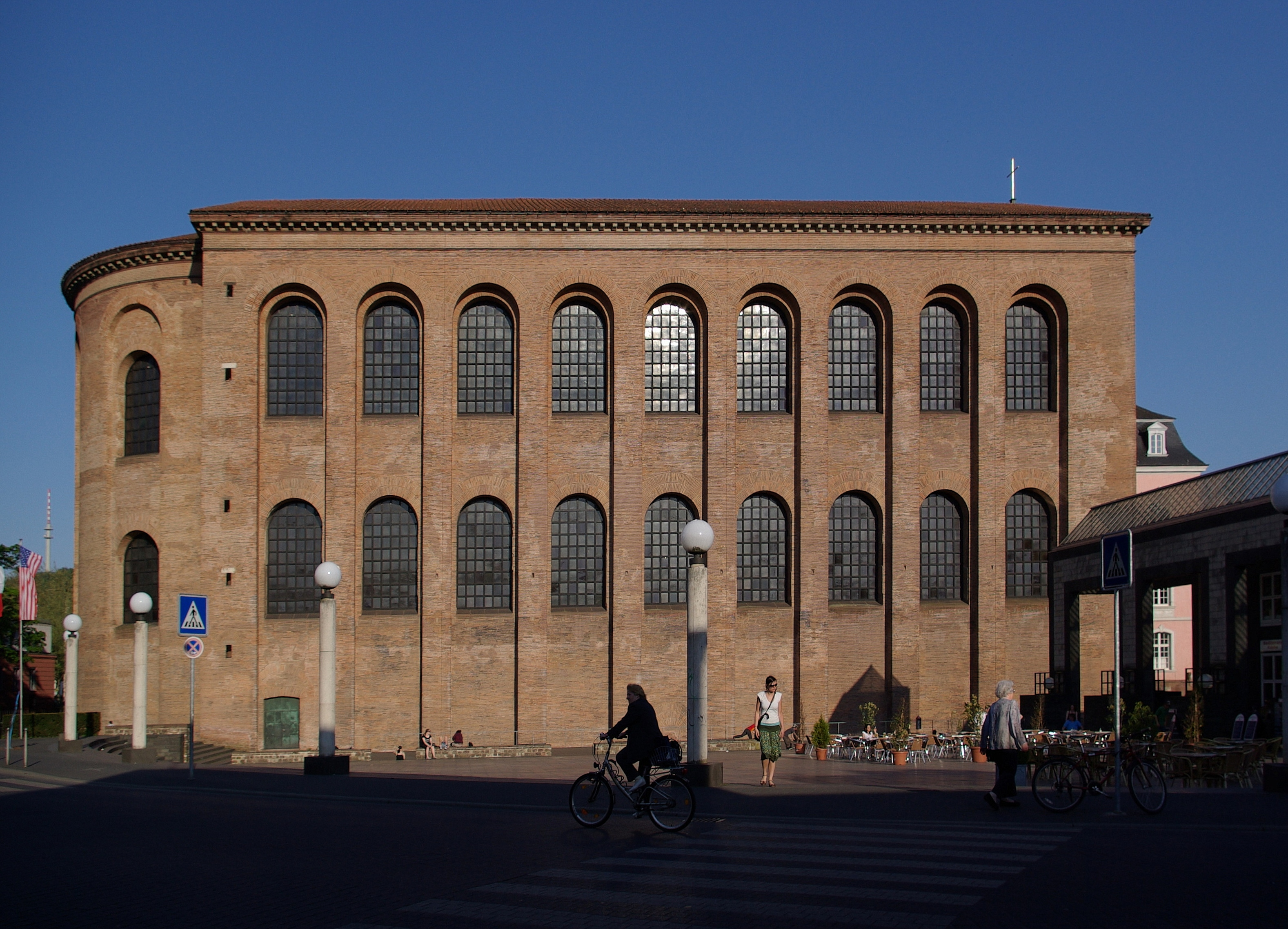
Basilique de Constantin vue de l’ouest.
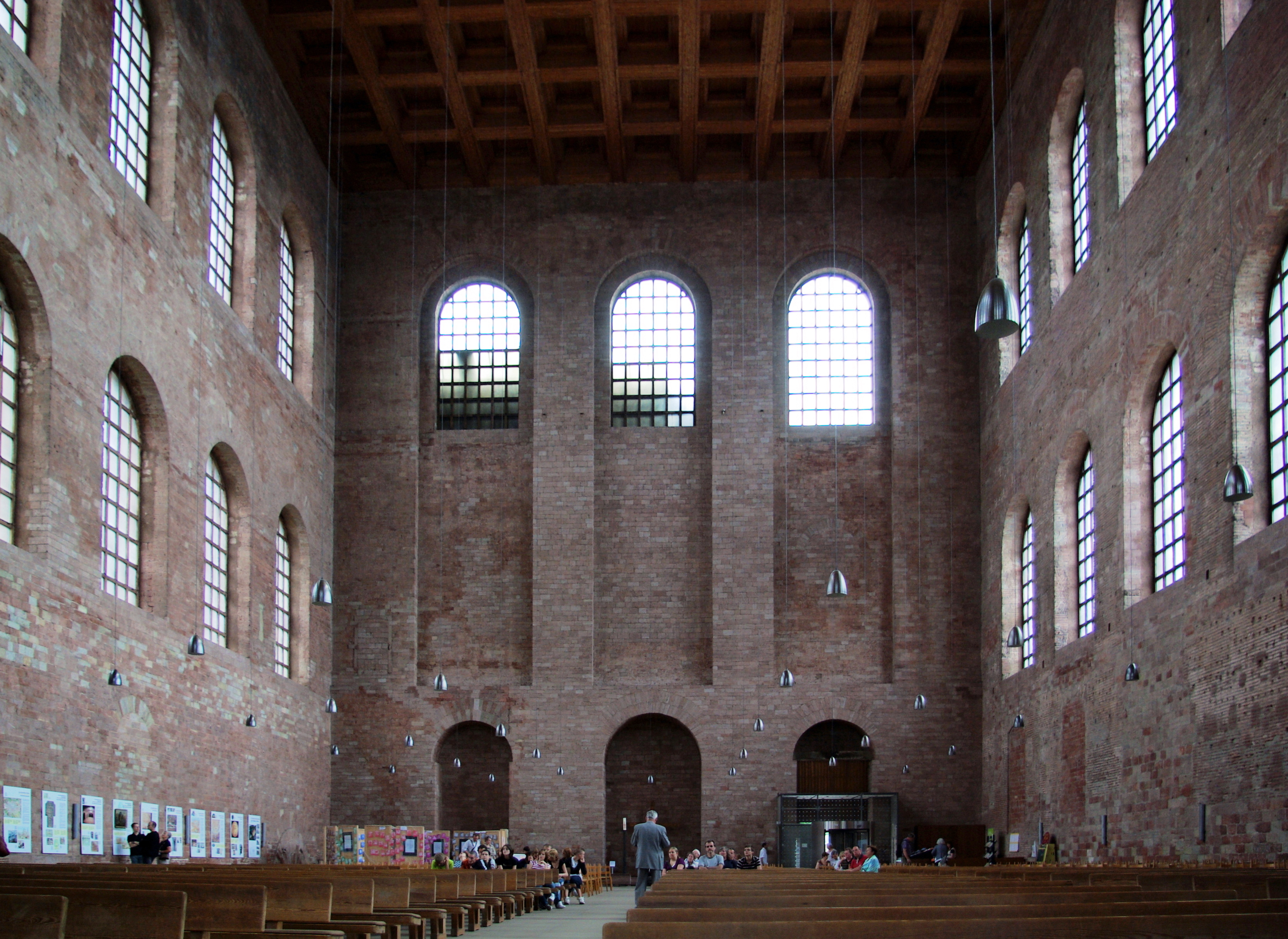
Vue de l'espace intérieur côté sud avant l'installation des grandes orgues.
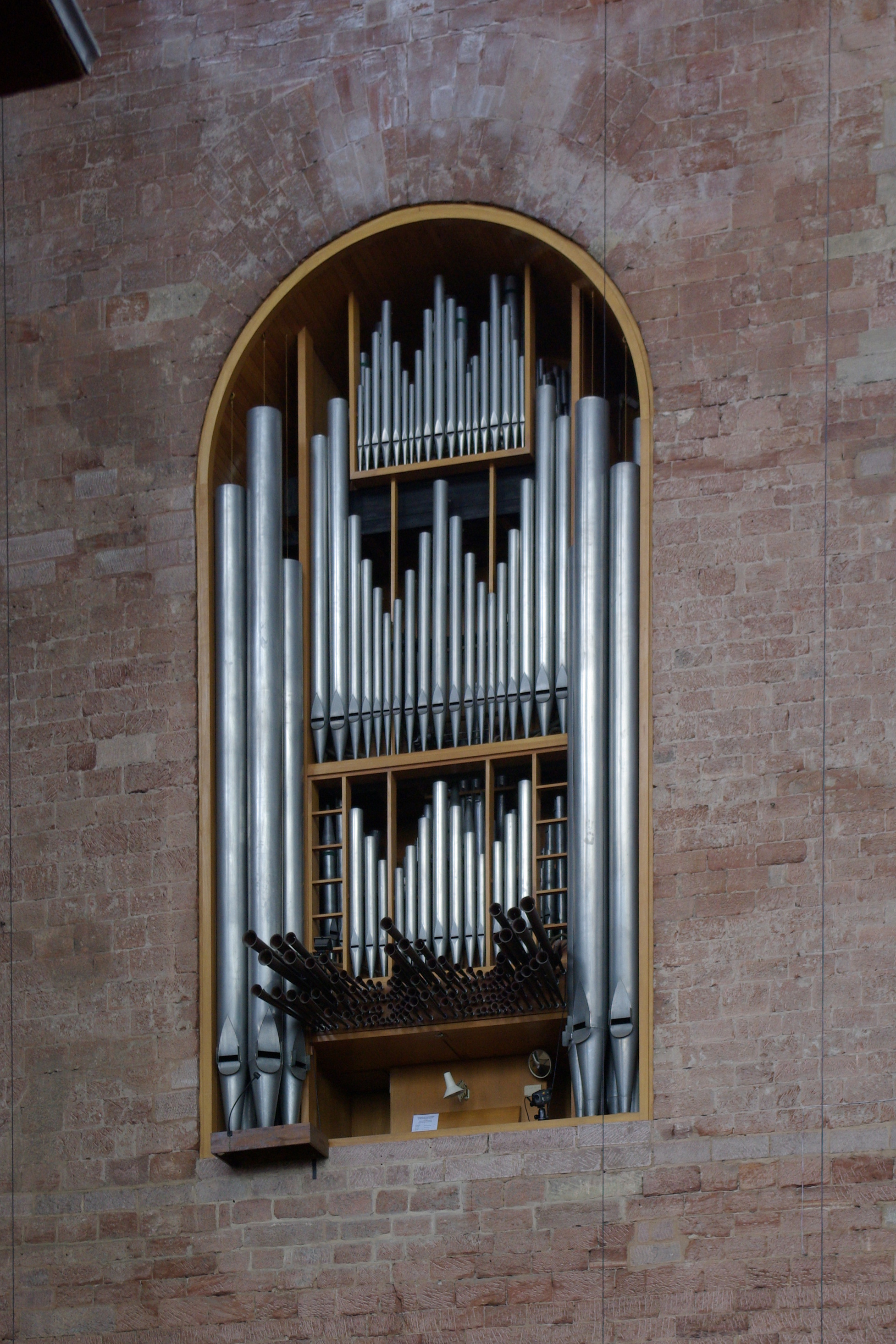
Orgue latéral (1962).
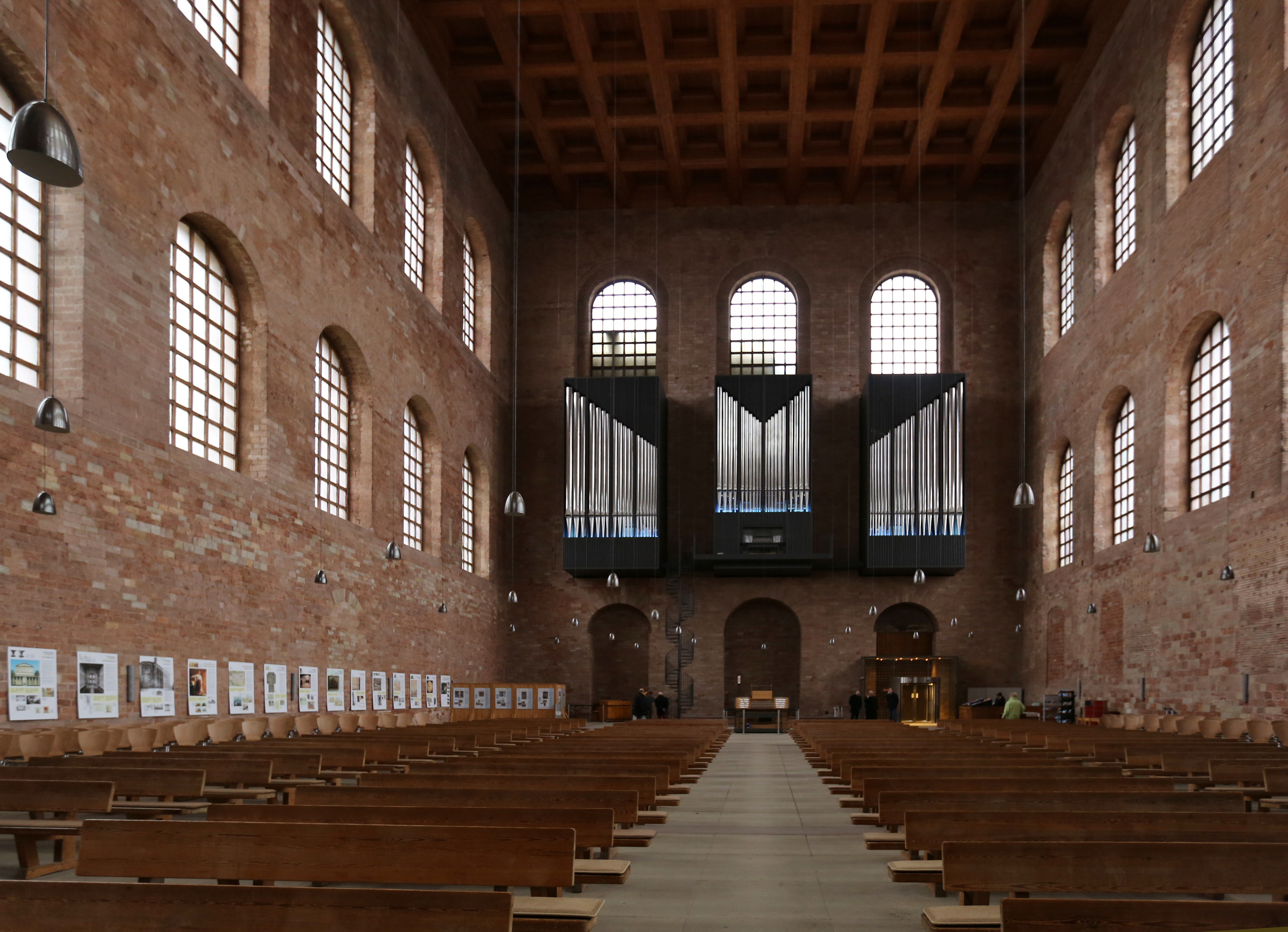
Grandes orgues (2014).
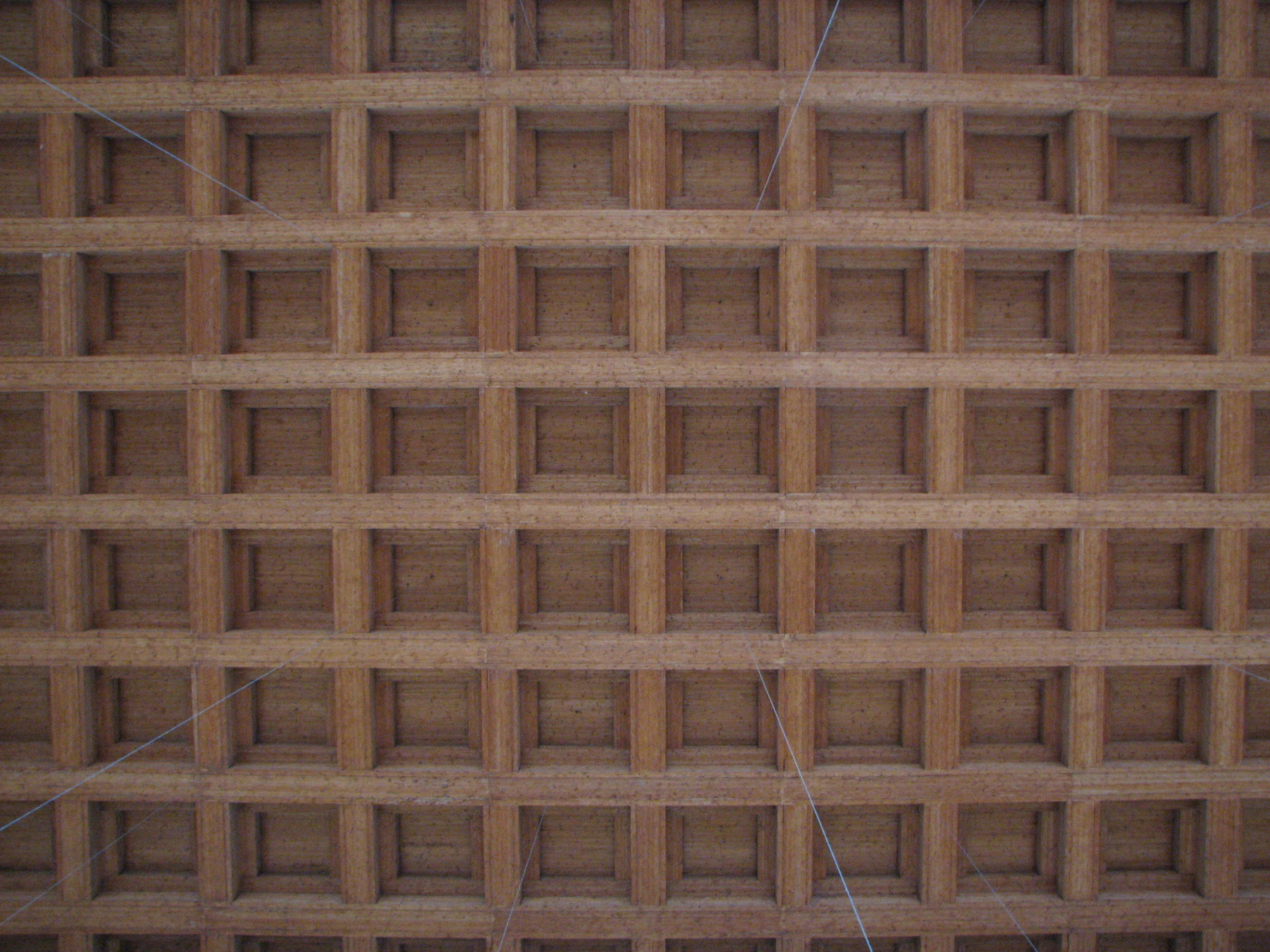
plafond à caissons en bois, reconstitution de la structure du IVe siècle.
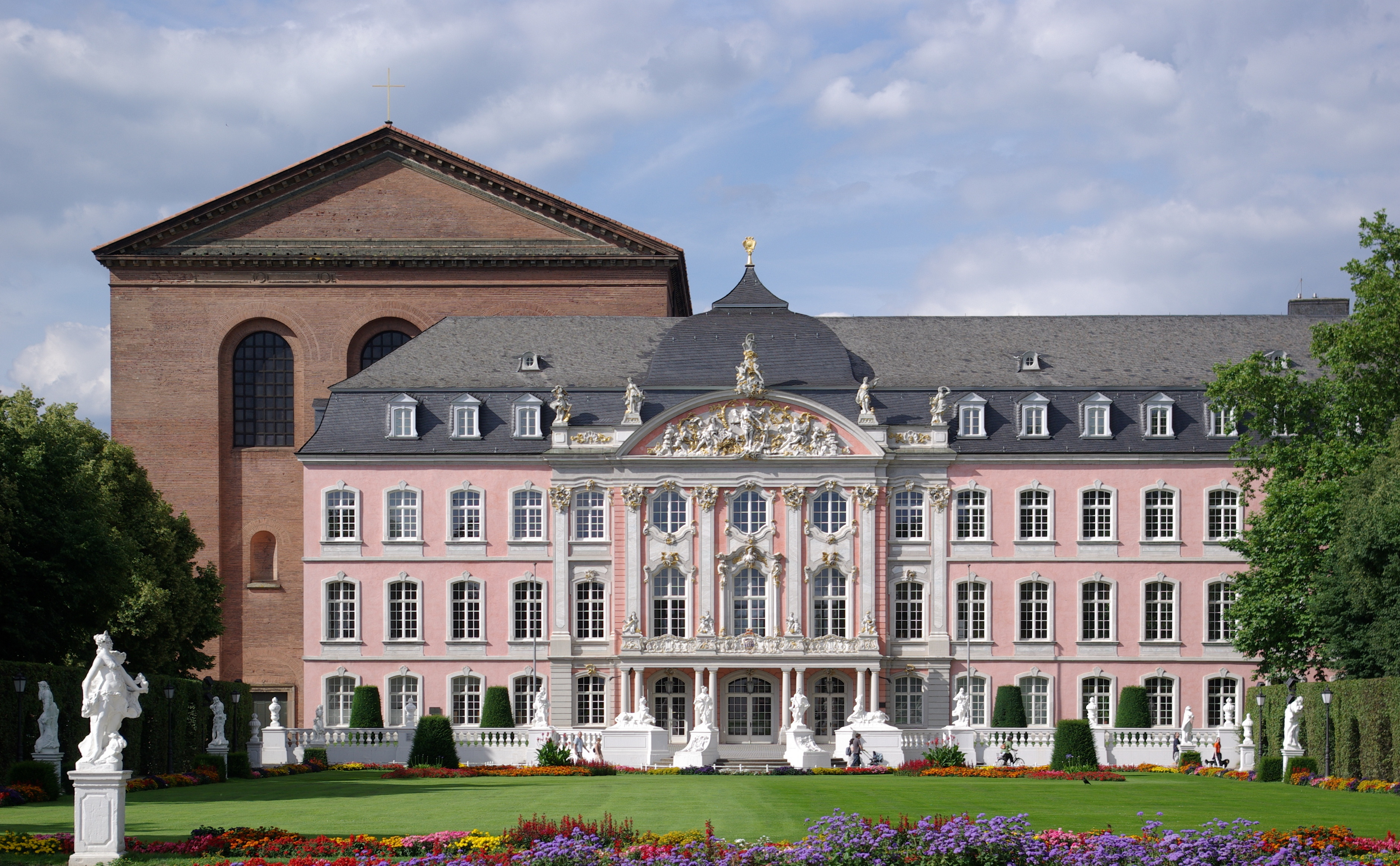
La basilique et le palais princier.
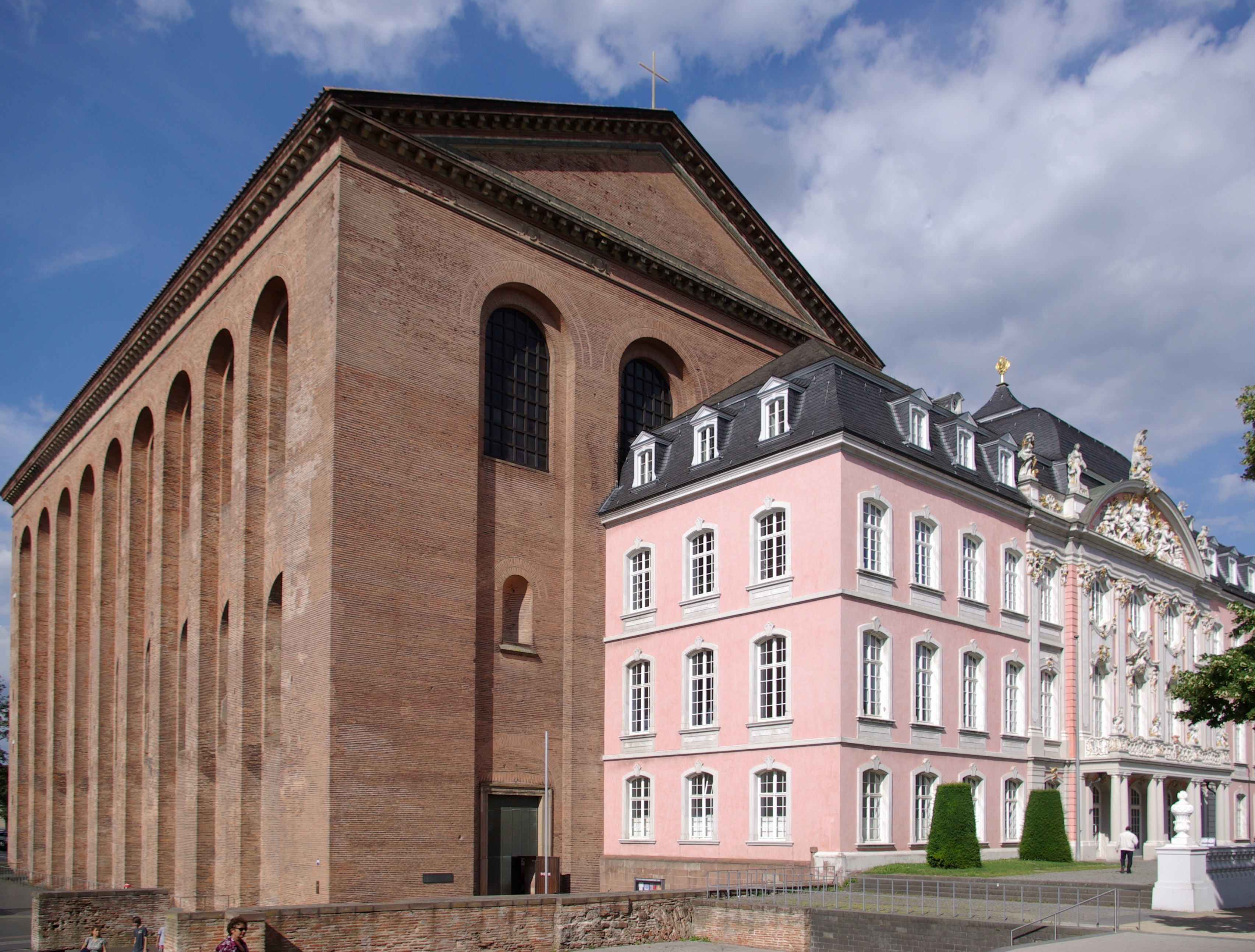
La basilique et le palais princier.
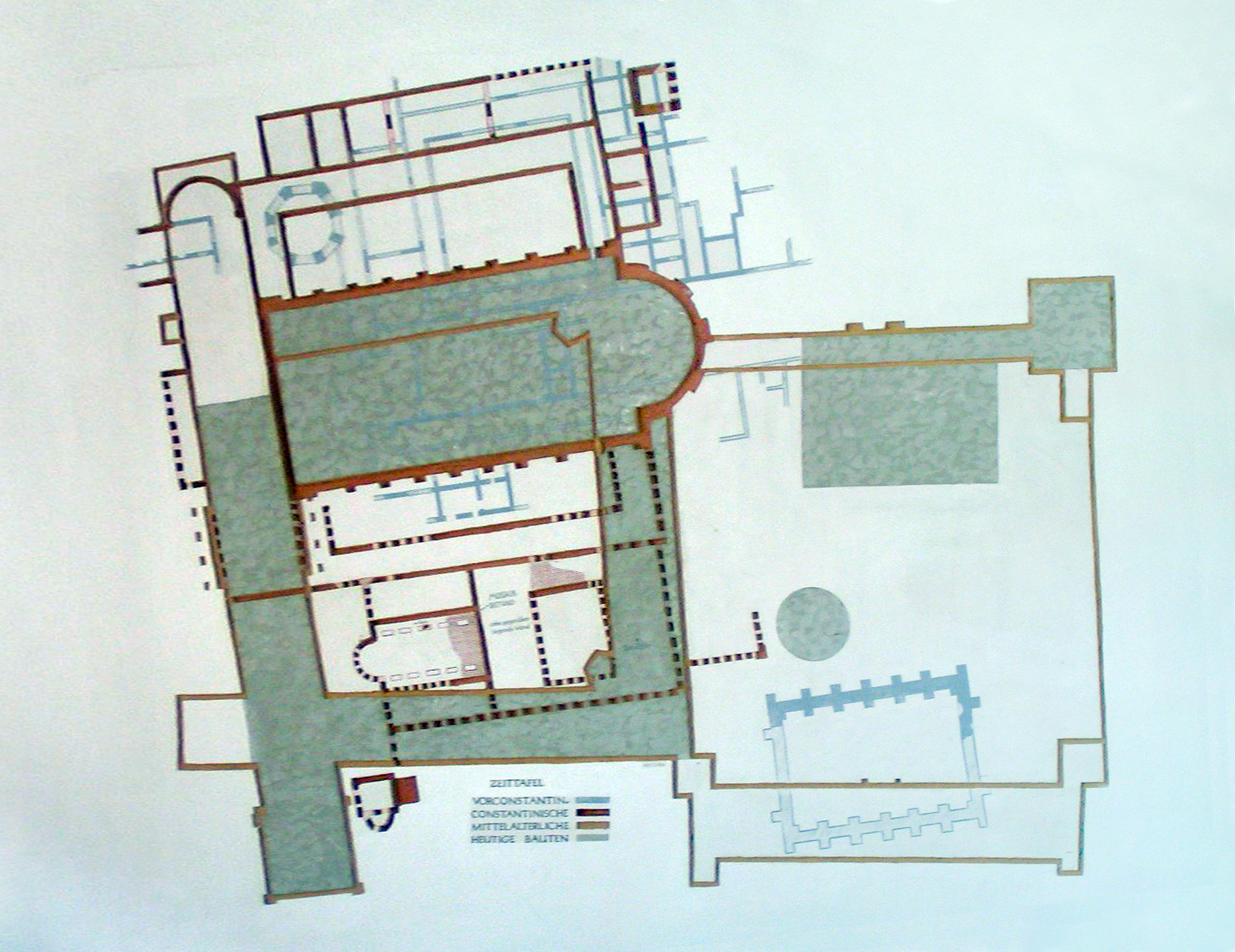
Plan des palais princier et de la basilique.
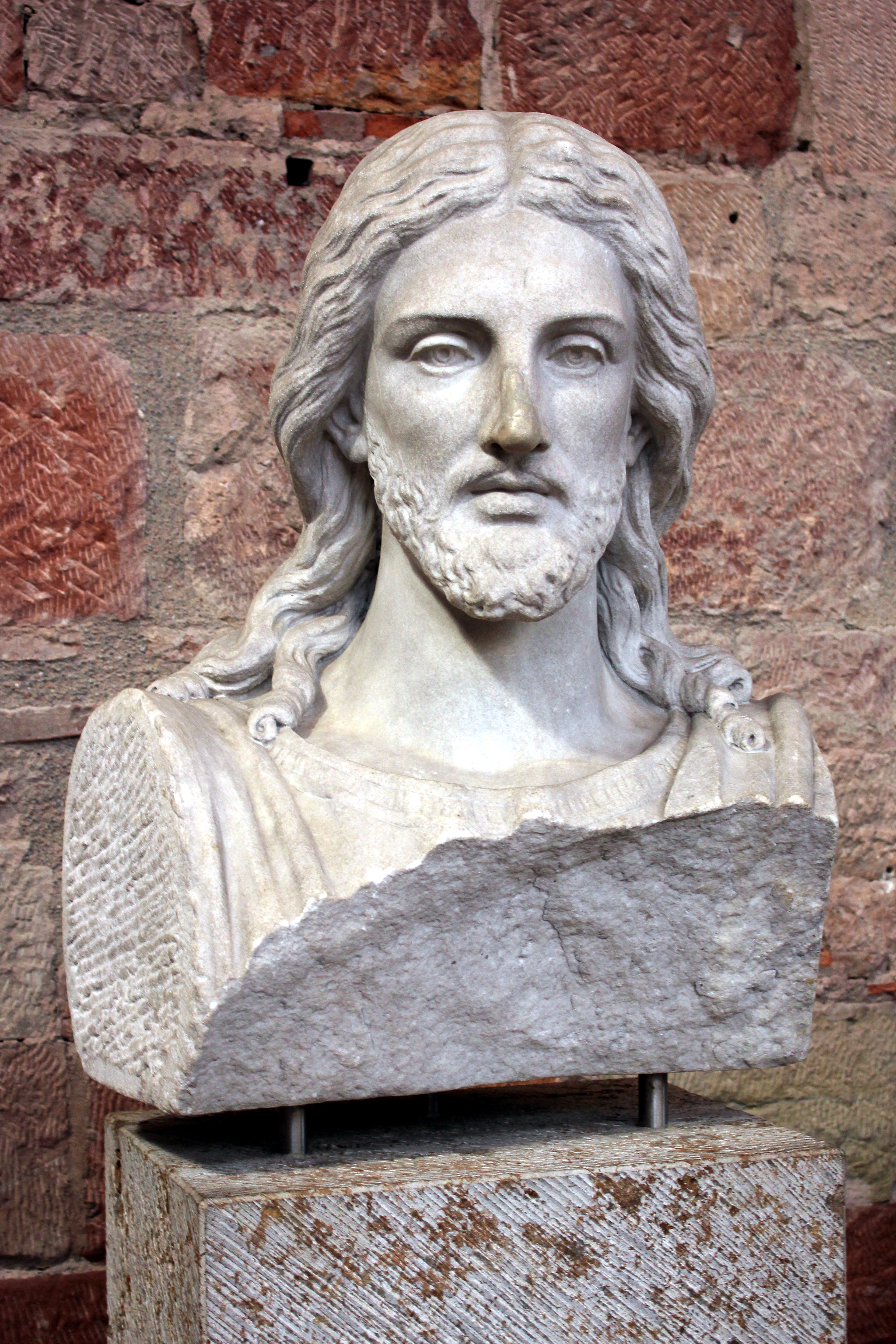
Gustav Kaupert : Jésus-Christ (vers 1880).